# Cai Shangyan
Cai Shangyan, född 25 september 1962, är en friidrottare från Kina. Han deltog vid olympiska sommarspelen 1988.